# ファット・ボトムド・ガールズ
「ファット・ボトムド・ガールズ」（Fat Bottomed Girls）は、クイーンが1978年に発表した楽曲。

## 概要
作詞・作曲はブライアン・メイによるもの。「バイシクル・レース」との両A面シングルとしてリリースされた。歌詞に「Get on your bikes and ride!（自転車に乗って行け）」という「バイシクル・レース」との繋がりを思わせるフレーズがある。対して、「バイシクル・レース」には、「fat bottomed girls, they'll be riding today（尻の大きな女たちが、今日は乗ってくる）」というフレーズがある。後にアルバム『ジャズ』やコンピレーション・アルバム『グレイテスト・ヒッツ』に収録された。

## 記録
シングルはUKシングルチャートで11位、Billboard Hot 100で24位を記録した。

## ライブ
1978年から1982年までに開催されたライブで頻繁に演奏されていた。

## バージョン違い
この曲は、スタジオバージョンとライブバージョンでボーカル・アレンジが異なる。ライブではフレディにロジャーが高音、ブライアンが低音でそれぞれ合わせているが、スタジオ版ではフレディのリードボーカルにブライアン・メイがコーラスを合わせている。
シングル・バージョンは、ギターソロの一部が省略されているうえに、フェード・アウトして終わるアレンジとなっている。

## 収録曲
1. バイシクル・レース - Bicycle Race (Mercury)
2. ファット・ボトムド・ガールズ - Fat Bottomed Girls (May)

## 売り上げ
| 国/地域                    | 認定   | 認定/売上数 |
| -------------------------- | ------ | ----------- |
| イギリス (BPI)             | Silver | 250,000^    |
| ^ 認定のみに基づく出荷枚数 |        |             |

## 担当
- フレディ・マーキュリー - リード・ボーカル、コーラス
- ブライアン・メイ - エレクトリック・ギター、リード・コーラス、バッキング・ボーカル
- ロジャー・テイラー - ドラム
- ジョン・ディーコン - エレクトリックベース

## ライブ
- オン・ファイアー/クイーン1982
- リターン・オブ・ザ・チャンピオンズ
- スーパー・ライヴ・イン・ジャパン
- ビッグ・ライヴ 2008 〜ライヴ・イン・ウクライナ

この他、1979年2月27日のパリ公演でのライブ音源が、2018年公開の映画『ボヘミアン・ラプソディ』で使用され、『ボヘミアン・ラプソディ (オリジナル・サウンドトラック)』にも収録されている。

## カバー
- キリンジ（2002年、アルバム『OMNIBUS』）